# Valekleven-Ombo öar
Valekleven-Ombo öar är ett naturreservat i Karlsborgs kommun i Västra Götalands län.
Området är skyddat sedan 1996 och är 586 hektar stort. Reservatet är beläget norr om Karlsborg utmed Vätterns nordvästra strand på båda sidor om det tidigare skyddade Granviks naturreservat. Ett dussin större öar och holmar samt ännu fler kobbar och skär ingår. Granit är den dominerande bergarten med inslag av grönsten och diabas.

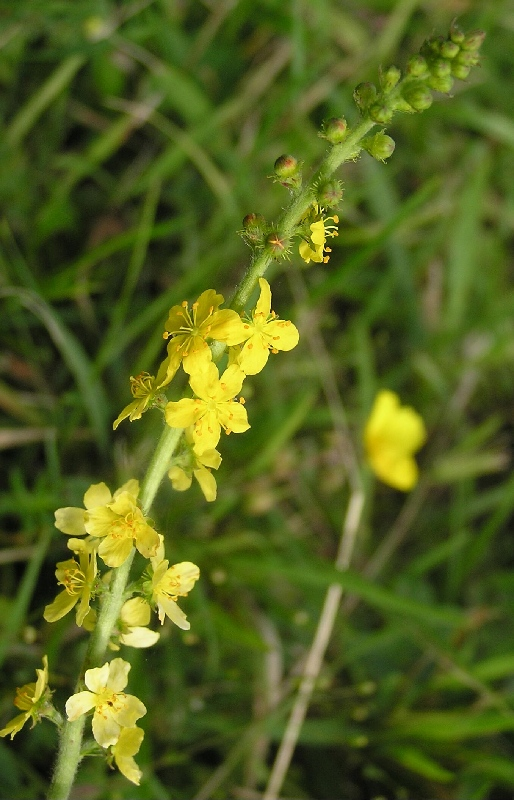
Småborre

Valekleven är ett bergsparti vid västra stranden av Vättern. Det är en 80 meter hög horst med branta sidor åt alla håll. I rasbranten finns oxel, ask och hassel. Där växer även blommor som blåsippa, spenört och småborre. 
Ombo öar består bl.a. fem bergiga öar med naturhamnar i form av vikar och laguner. På öarna dominerar gammal hällmarkstallskog med renlavsmattor. Där finns även granskog. Området mellan Ombo öar och fastlandet kallas Djäknesundet.
Det finns en parkering i naturreservatet ovanför den populära badstranden. Vattnet i Djäknasundet och i badviken ter sig grönt. Detta till följd av det stråk med grönsten som går ner i sjön här. Klipporna vid badet används ofta för att hoppa ner i det alldeles klara vattnet från fem meters höjd eller mer.
Området ingår i EU:s ekologiska nätverk av skyddade områden, Natura 2000.